# 1834 Палах
1834 Palach је астероид главног астероидног појаса чија средња удаљеност од Сунца износи 3,023 астрономских јединица (АЈ).
Апсолутна магнитуда астероида је 11,5.